# Parque Zoológico Municipal de Bauru
O Parque Zoológico Municipal de Bauru é um jardim zoológico público brasileiro, situado no município de Bauru, no estado de São Paulo, e que é destaque por seu trabalho de preservação da fauna brasileira. 
Foi inaugurado em 24 de agosto de 1980, e possui uma área de 50 mil metros quadrados. Está localizado na Rodovia Comandante João Ribeiro de Barros.
O zoo é reconhecido nacionalmente por seu sucesso na reprodução de espécie consideradas extintas. Foi o primeiro zoológico do Brasil a conseguir a reprodução do pinguim, em 2013, e também por fazer parte do Google Street View, entre os 20 zoológicos do mundo. Também é o único parque brasileiro para visita virtual na rede mundial de comunicação, com imagens em alta definição de todo o zoológico.
O zoo de Bauru é referência também no que se refere a lazer, pesquisa, preservação e educação ambiental. Possui um centro de educação ambiental, que por meio de cursos busca oferecer uma opção de lazer educativo às crianças e jovens bem como despertar a consciência ecológica nos mesmos.
Tudo isso faz do Zoo de Bauru não apenas a maior atração turística de Bauru e região como se tornou uma das principais instituições do gênero no país, contando com cerca de 180.000 visitações ao ano.

## História
O zoológico foi inaugurado com pouco mais de 100 animais, sendo 32 espécies diferentes, pelo  prefeito Osvaldo Sbeghen, em área da então Fazenda Vargem Limpa, adquirida no começo do século XX pela municipalidade, e que estava sendo invadida por posseiros. Para proteger essa importante área de cerrado foi criado o Parque Ecológico Municipal e, dentro dele, o zoológico.
Atualmente o zoo aponta um grande crescimento em visitações e infraestrutura, já que conta com aproximadamente 880 animais entre aves, peixes, mamíferos e repteis, e mais de 15 mil visitas mensais entre excursões escolares e o público em geral. 